# Markus Zoecke
Markus Zoecke, né le 10 mai 1968 à Berlin, est un ancien joueur de tennis professionnel allemand.

## Palmarès

### Titre en simple messieurs
| No | Date       | Nom et lieu du tournoi       | Catégorie    | Dotation  | Surface    | Finaliste         | Score    |  |
| -- | ---------- | ---------------------------- | ------------ | --------- | ---------- | ----------------- | -------- |  |
| 1  | 28-03-1994 | South African Open, Sun City | World Series | 288 750 $ | Dur (ext.) | Hendrik Dreekmann | 6-4, 6-1 |  |

### Finale en simple messieurs
| No | Date       | Nom et lieu du tournoi | Catégorie    | Dotation  | Surface    | Vainqueur    | Score          |  |
| -- | ---------- | ---------------------- | ------------ | --------- | ---------- | ------------ | -------------- |  |
| 1  | 21-10-1991 | Philips Open, Guarujá  | World Series | 125 000 $ | Dur (ext.) | Javier Frana | 2-6, 7-61, 6-3 |  |

### Titre en double messieurs
| No | Date       | Nom et lieu du tournoi                              | Catégorie    | Dotation  | Surface      | Partenaire       | Finalistes                 | Score    |  |
| -- | ---------- | --------------------------------------------------- | ------------ | --------- | ------------ | ---------------- | -------------------------- | -------- |  |
| 1  | 10-07-1995 | Miller Lite Hall of Fame Championships Newport (RI) | World Series | 230 000 $ | Gazon (ext.) | Jörn Renzenbrink | Paul Kilderry Nuno Marques | 6-1, 6-2 |  |